# Ceto (geslacht)
Ceto is een geslacht van zeekomkommers uit de familie Psolidae.

## Soorten
- Ceto cuvieria (Cuvier, 1817)